# Like Swimming
Like Swimming è il quarto album pubblicato dai Morphine, distribuito dalla Rykodisc l'11 marzo 1997.
Si avverte una certa stanchezza compositiva, ormai le due corde del basso girano su sé stesse provando strade già collaudate.
Rimane l'alto livello qualitativo e l'ispirazione swing anni cinquanta, con un paio di brani molto belli: il blues Early to Bed, che offre piacevoli fraseggi fra i due sax, tastiere morfeiche ed un ritmo sincopato che crea un'atmosfera particolare, e Murder for the Money, ritmato e potente, con voci sovrapposte, percussioni tribali, chitarra d'ispirazione hendrixiana, per poi quietarsi regalando un viaggio rilassante.

## Tracce
1. Lilah
2. Potion
3. I Know You, Pt. 3
4. Early to Bed
5. Wishing Well
6. Like Swimming
7. Murder for the Money
8. French Fries With Pepper
9. Empty Box
10. Eleven O'Clock
11. Hanging on a Curtain
12. Swing It Low

## Formazione
- Mark Sandman - basso a 2 corde, voce, organo, tritar, chitarra, pianoforte
- Dana Colley - sassofono baritono, sassofono tenore, sassofono doppio, triangolo, seconda voce
- Jerome Deupree - batteria, percussioni